# Mission 66

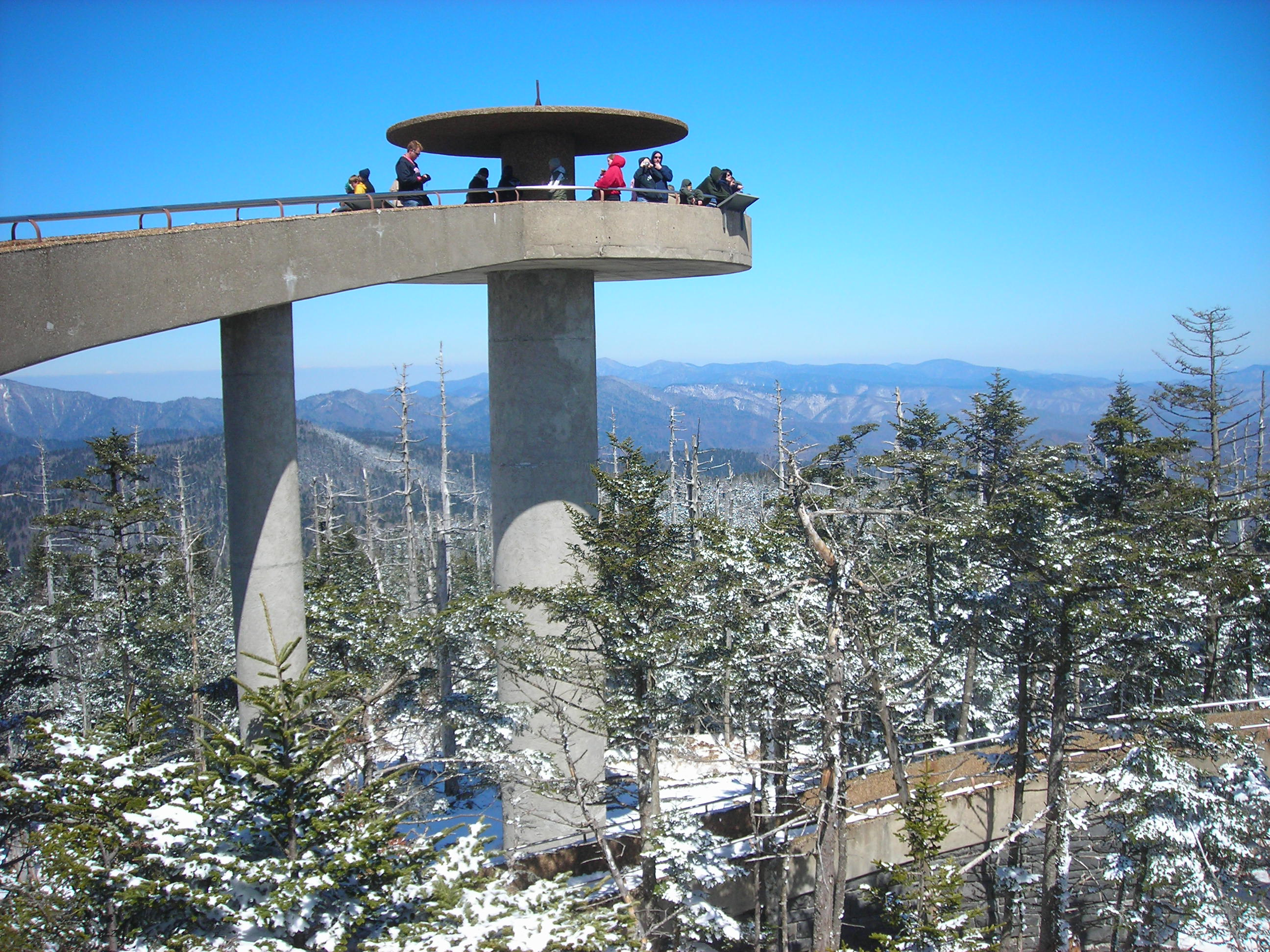
Aussichtsturm auf dem Kuwohi im Great-Smoky-Mountains-Nationalpark

Die Mission 66 war eine Initiative der US-Bundesregierung zum 50. Jubiläum des 1916 gegründeten National Park Service, die Infrastruktur der Nationalparks und National Monuments auszubauen und insbesondere die Einrichtungen für Besucher zu verbessern.
Nach den finanziellen Einschränkungen im Rahmen der Kriegswirtschaft im Zweiten Weltkrieg waren um 1950 die Schutzgebiete des Bundes in beklagenswertem Zustand, die Entwicklung des Massentourismus und die Verbreitung des Autos führten gleichzeitig zu einem rasanten Anstieg der Besucherzahlen in den attraktiven Zielen. Die in den 1930er Jahren im Rahmen des New Deal, vorwiegend durch das Civilian Conservation Corps, gebaute Infrastruktur der Parks konnte mit der Nachfrage nicht mehr mithalten. Bernard DeVoto schrieb 1953 in Harper’s Magazine „Let's close the National Parks“, um auf die Missstände aufmerksam zu machen.
Die Politik reagierte und stellte ab 1957 für zehn Jahre bis zum Jubiläumsjahr 66 insgesamt etwas über eine Milliarde US-Dollar zusätzlich bereit. Aus den Mitteln wurden Straßen, Wanderwege, Parkplätze, Campingplätze und vor allem Besucherzentren neu errichtet oder renoviert. Der moderne Architekturstil vieler damals entstandener Bauten erregte Kritik. Dabei wurden im großen Stil Ausstellungen innerhalb der Museen und außerhalb in Form von Lehrpfaden erstellt. Außerdem wurden Mittel bereitgestellt, um Privatgrundstücke, die im Inneren von Parks lagen, anzukaufen.
Im Rahmen der Mission 66 wurde 1964 die Division of Interpretation and Visitor Services im NPS gegründet. Sie ist bis heute zuständig für die Natur- und Kulturinterpretation und hat ein eigenes Ausbildungszentrum für Ranger. Die Vermittlung von Natur- und Kulturinhalten setzte dabei stark auf Audiovisuelle Medien: Tonbildschauen und Lehrfilme wurden für alle größeren Parks des NPS erstellt und gehören (heute oft in digitaler Form) seitdem zum Standard in Besucherzentren von Großschutzgebieten.
Anlässlich des 100. Jubiläums 2016 und der wiederum kritischen finanziellen Situation des NPS wurde Ende 2007 eine Centennial Initiative gestartet, die allerdings trotz der vervielfachten Anzahl der Einrichtungen des National Park Service kaufkraftbereinigt nur mit einem Bruchteil der Summen von 1966 ausgestattet ist. Bisher (Stand: April 2008) sind 170 Millionen Dollar gesichert, die Bundesregierung beantragte beim Kongress insgesamt eine Milliarde. Zusätzlich sind matching funds in Höhe einer weiteren Milliarde Dollar beantragt, die nur fällig werden, wenn dieselbe Summe in Form von Spenden eingeworben werden kann.